# Lena Liljegren
Lena Ann-Cathrine Liljegren, född 26 februari 1945, är en svensk klädskapare. 
Liljegren är utbildad vid Beckmans designhögskola. År 1979 startade hon klädmärket Getti Spa tillsammans med sin make Mats Liljegren. Getti Spa marknadsfördes med devisen "Det enkla är det sköna" och det var också det typiska för Liljegrens kollektioner, som är enkla och rena i linjerna och med ett rikt utbud av kombinationer.
År 1986 vann hon Guldknappen.
Lena Liljegrens kläder finns representerade i Nordiska museets samlingar. 